# Ȇ
La E con breve invertido (mayúscula: Ȇ minúscula: ȇ), es un grafema utilizado en la notación fonológica o poética del croata o esloveno. Esta es la letra E diacrítica con un acento breve invertido.

## Codificación
| forma     | representación | puntos de código | descripción                                  |
| --------- | -------------- | ---------------- | -------------------------------------------- |
| mayúscula | Ȇ              | U+0206           | letra mayúscula e con breve invertido        |
| minúscula | ȇ              | U+0207           | letra minúscula latina e con breve invertido |